# Merv
Merv bylo hlavní oázové město střední Asie, které leželo na hedvábné stezce.
Místo bylo osídleno od 3. tisíciletí př. n. l. V 6. století př. n. l. zde bylo založeno město, které však bylo v 19. století opuštěno. Pozůstatky nejstaršího města a nejméně tří dalších, která postupně vznikla v okolí, se nacházejí na území Turkmenistánu. Některé části města jsou velmi dobře zachovalé. Město Merv bylo spolu s okolní oblastí v roce 1999 zapsáno do seznamu světového dědictví.

## Historie
Merv hrál roli v počátcích zoroastrismu a v 6. století př. n. l. byl založen jako město v rámci expanze Achaimenovské říše, jeho pozůstatky však zcela překryly pozdější vrstvy. Podle legendy je prý navštívil Alexander Veliký, po jeho smrti roku 332 se postupně stalo hlavním městem několika nástupnických států. Seleukovec Antiochos I. Sótér (+ 261 př. n. l.) město přestavěl a rozšířil v místě dnešní pevnosti Gyaur Gala. Město bylo důležitým střediskem buddhistické vzdělanosti, až je po smrti posledního sasanidského panovníka roku 651 obsadili Arabové a islamizovali. Roku 748 zde íránský generál Abu Muslim založil novou Abbásovskou dynastii. Ta městu vládla do roku 821, kdy vládu převzaly perské dynastie a v roce 1037 seldžučtí Turci. Díky strategické poloze na jižním okraji stepí mohl Merv obchodovat se světem kočovníků, a zároveň sloužit jako nejdůležitější bod na spojnici východu a západu. Díky obchodu dosáhl Merv takového rozmachu, že byl současníky nazýván matkou světa. Po celou tuto dobu byl Merv hlavním městem celého Chorásánu a v 11. a 12. století patřil mezi největší města na světě, snad až s půl milionem obyvatel. Byl také, spolu s Bucharou a Samarkandem, střediskem islámské vzdělanosti, měl však i významnou křesťanskou populaci v čele s arcibiskupem.
Roku 1221 byl tehdy prosperující Merv obsazen bez boje vojsky Čingischánova syna Tolujchána, který dal povraždit celé obyvatelstvo s výjimkou čtyř set řemeslníků. S množstvím uprchlíků z arabských zemí to mohl být až milion lidí. Vykopávky ukázaly, že opevnění města bylo pak výrazně posíleno, význam Mervu však začal přesto upadat. Roku 1510 porazil perský šáh Ismá‘íl I. u Mervu uzbeckého chána Šejbáního, čímž zastavil výboje Uzbeků a získal pod perskou kontrolu část Střední Asie. Peršané postavili velké hráze na řece Murghab a drželi město s malými přestávkami až do roku 1785. V tomto roce dobyl město bucharský emir Murad Beg, který je o čtyři roky později srovnal se zemí, zničil hráze a okolí zpustošil. Asi sto tisíc šíitských obyvatel dal postupně deportovat do oblasti Buchary a Samarkandu, kde obyvatelstvo sice mluvilo stejně persky, bylo však sunnitské. Deportovaní lidé s nimi odmítali splynout a ještě sovětské úřady ve 20. století je registrovaly jako samostatnou národnost.
Roku 1868 už Rusové ovládali většinu střední Asie kromě Turkmenistanu a roku 1881 dobyli pevnost Geok Tepe. Plukovník Alichanov, sám kavkazský muslim, se rozhodl Merv dobýt lstí. Přišel do města jako obchodník, který hledá partnery. Ruští agenti mezi tím úplatky a hrozbami vytvořili ve městě proruskou frakci a roku 1884 přijel Alichanov do města v plukovnické uniformě se skupinou notáblů, kteří se k němu přidali. Přesvědčil městské starší, že odpor nemůže být úspěšný a zahraniční pomoc nemohou očekávat, takže mu otevřeli brány. Roku 1888 bylo město zcela opuštěné.

## Nové město Mary
V současné době se poblíž zřícenin starodávného Mervu nachází moderní turkmenské město Mary, vedle Turkmenů žijí v jeho okolí příslušníci menšiny Balúčů, kteří do Střední Asie migrovali v 19. století z dnešního Pákistánu. Celá oáza je zemědělská oblast, kde se pěstuje bavlník, čajovník, zelenina a ovoce, zejména meruňky, moruše a cukrové melouny, udržuje se i tradice hedvábnictví, stará téměř 2000 let.

## Fotogalerie

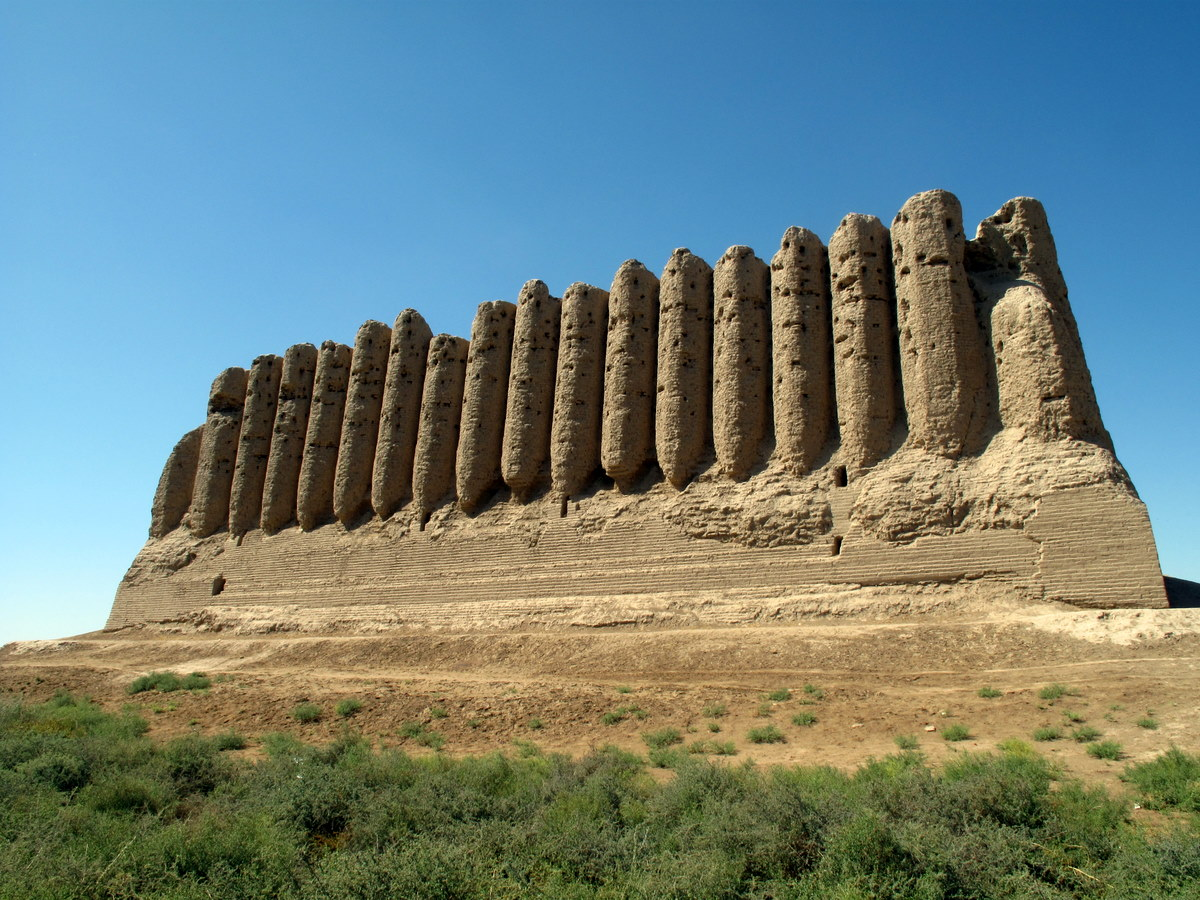
Velká Kyz-Kala
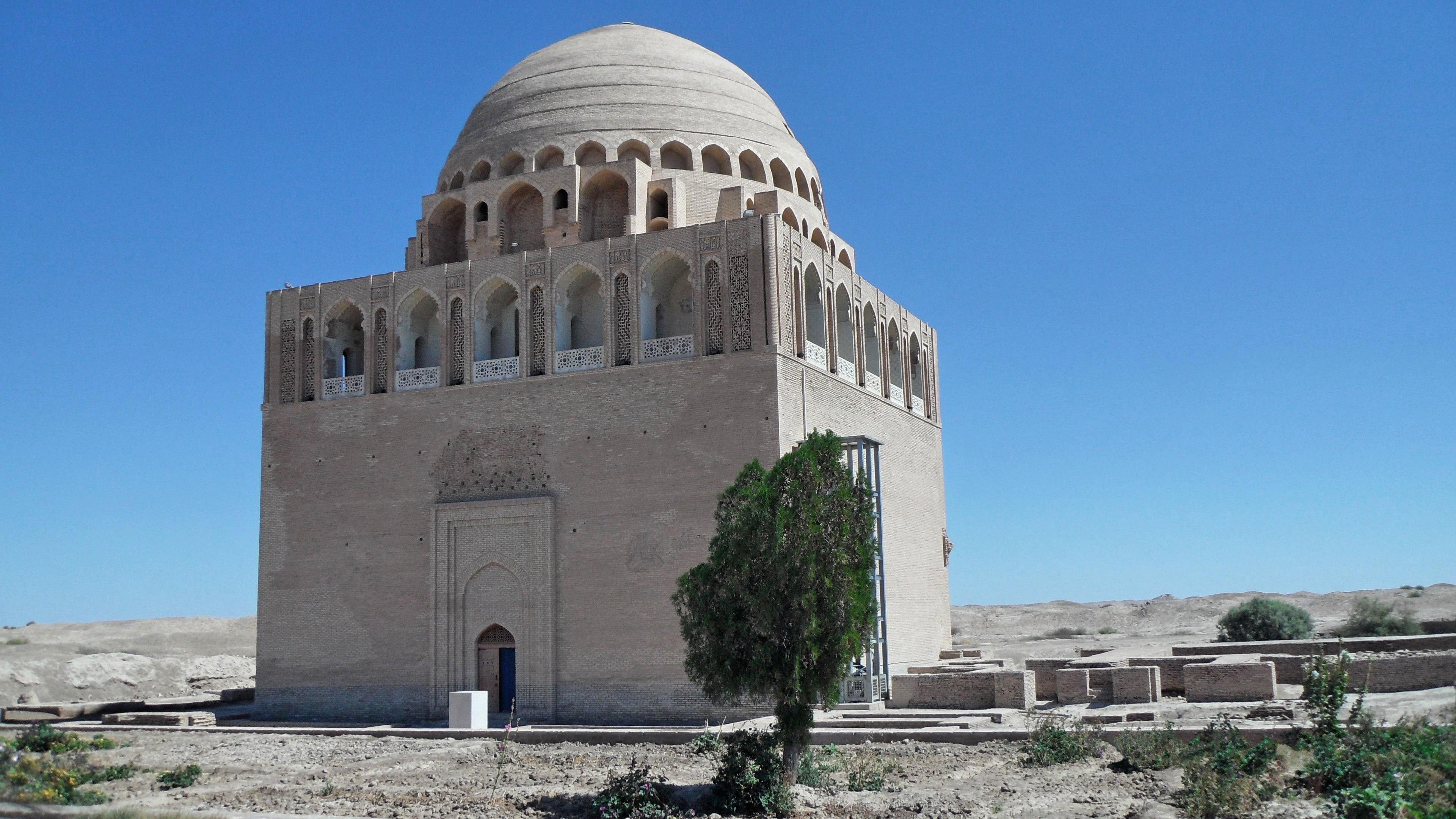
Mauzoleum sultána Sandžara
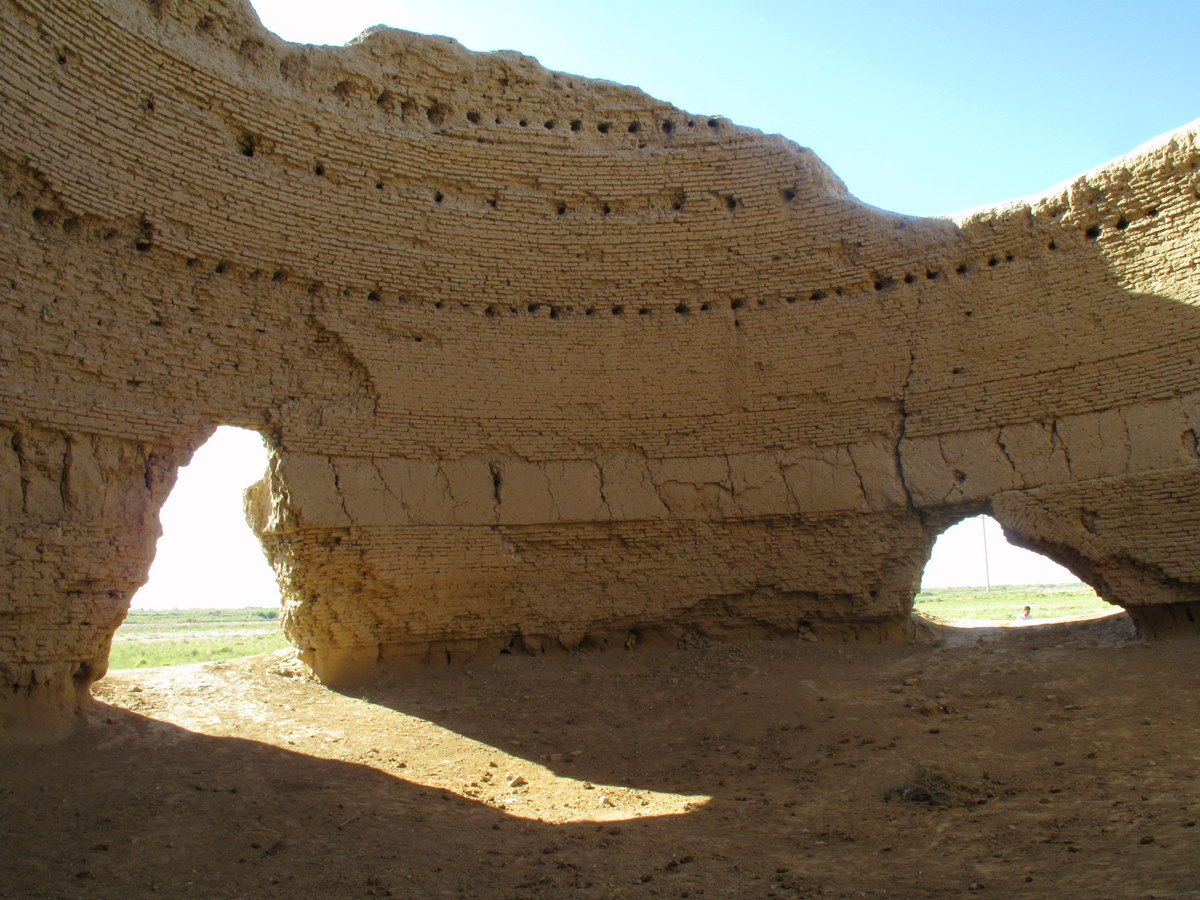
Ledový dům
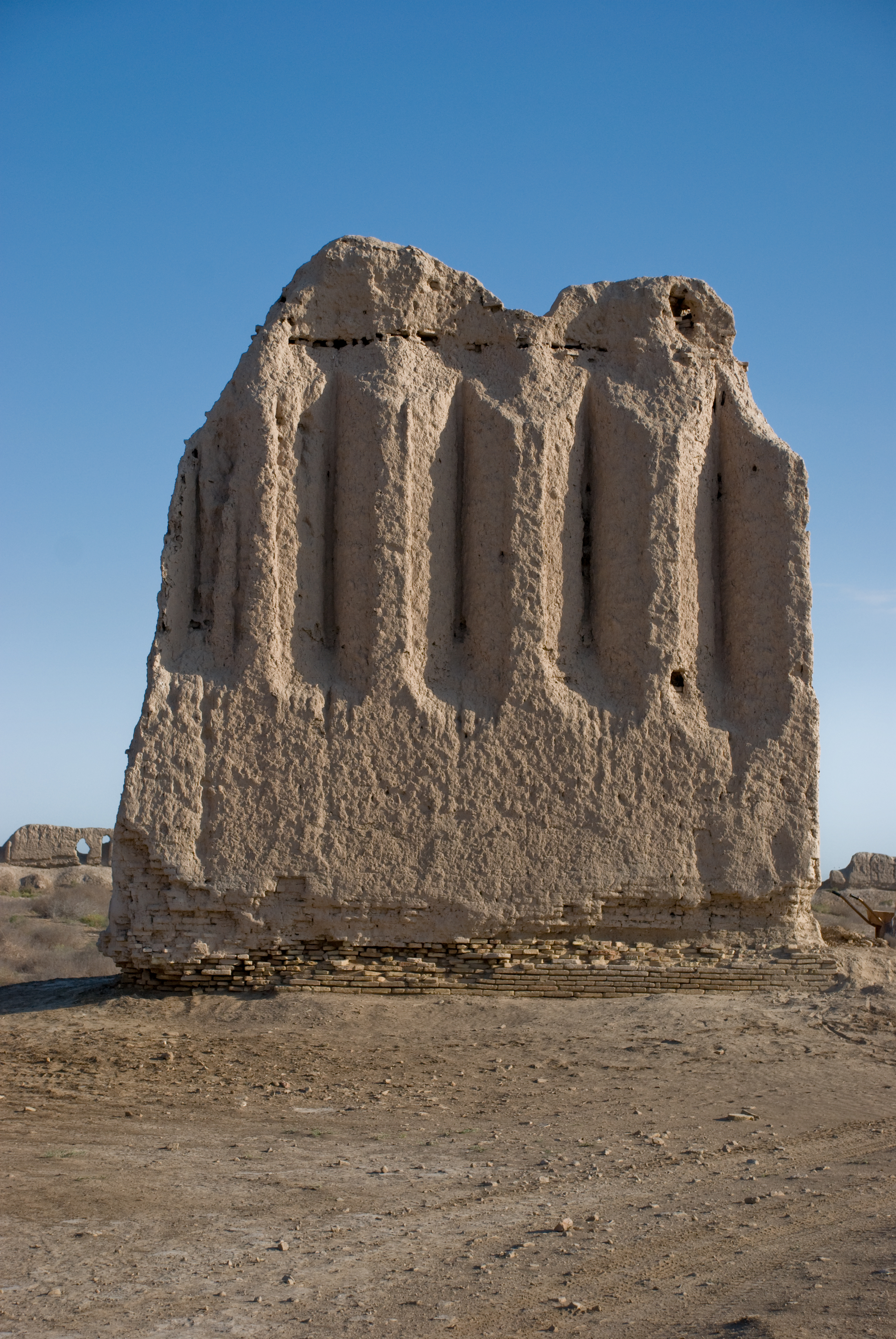
Kepter chana